# سعيد أباد (دشتابي الغربي)
سعید أباد (بالفارسية: سعیدآباد) هي قرية تقع في إيران في قسم دشتابي الغربي الريفي. يقدر عدد سكانها بـ 1,318 نسمة .